# معاداة أوديب
معاداة أوديب: الرأسمالية والفُصام (بالإنجليزية: Anti-Oedipus: Capitalism and Schizophrenia) (بالفرنسية: Capitalisme et schizophrénie. L'anti-Œdipe) هو كتاب صدر عام 1972 للمؤلفين الفرنسيين، الفيلسوف جيل دولوز وبيير فيليكس غوتاري المختص في علم النفس. وهو يُعتبر المجلد الأول لكتاب الرأسمالية والفُصام، أما المجلد الثاني فهو ألف هضبة (1980).
يحلل دولوز وغوتاري علاقة الرغبة بالواقع من خلال الإنتاجية العقلية للفصام والذهان إلى جانب التحولات الاجتماعية التي أحدثتها الرأسمالية؛ وكلاهما يمتلك تأثيرًا قويًا على الآخر. كتبا أيضًا عن علم النفس والاقتصاد والمجتمع والفنون الإبداعية والأدب والحضارة والطب النفسي والأنثروبولوجيا والتاريخ قبل الانخراط في هذه الفكرة. كتبا أيضًا عن «الطب النفسي المادي» على غرار العقل الباطن في علاقته مع عملياته الإنتاجية المبنية على مفهوم الرغبة في الإنتاج (التي تربط بين «آليات الرغبة» و «أجساد بلا أعضاء»)، والذي يقدم نقدًا للتحليل النفسي الخاص بسيغموند فرويد والذي يركز بشكل خاص على عقدة أوديب، ويُعيد صياغة وصف كارل ماركس للمادية التاريخية لأنماط الإنتاج المتطورة من خلال مجتمعات «آسيوية بدائية ورأسمالية» ما أدَّى إلى زبادة الظروف الاجتماعية التي يمكن تشبيهها بالفُصام. إن أفكار فريدريك نيتشه عن إرادة القدرة والعَود الأبدي لها أيضًا أدوارًا متكاملة في الكيفية التي يصف بها كل من دولوز وغوتاري الفصام على أنه واسع وغير ثابت مقارنة بشيء خطي وثابت، الأمر الذي يدفع رعاياه نحو تبنّي سلوكًا ثوريًا لا يمكن التنبؤ به؛ ويمتد الكتاب من الكثير من أعمال دولوز في كتابه الاختلاف والتكرار (1968) الذي يقدم تفاصيلًا واسعة وغير ثابتة عن كينونته. تكلم المؤلفان أيضًا عن منظماتهم المختلفة للإنتاج، أو فعل «النقش» (وهو الفعل الذي وقع على جميع الهيئات الاجتماعية والذي يتطابق مع التأثيرات الاجتماعية المؤثرة على عمليات «التوزيع» و «التبادل» التي طرحها ماركس)، مما دفعهما لتطوير عملية نقدية أطلقا عليها اسم تحليل الفُصام التي يقترحها الكتاب.
من المفكرين الآخرين الذين انتقدهم دولوز وغوتاري في كتابهما معاداة أوديب: باروخ سبينوزا وإيمانويل كانت وشارل فورييه وتشارلز ساندرز بيرس وكارل يونغ وميلاني كلاين وكارل باسبرس ولويس ممفورد وكارل أوغست ويتفوغل وفيلهلم رايش وجورج باطاي ولويس هيلمسليف وجاك لاكان وجريجوري بيتسون وبيير كلوسوفسكي وكلود ليفي ستروس وجاك مونو ولوي ألتوسير وفيكتور تيرنر وجان أوري وجان فرانسوا ليوتار وميشال فوكو وفرانز فانون ورونالد لينغ وديفيد كوبر وبيير كلاستر. اعتمدا أيضًا على الكُتَّاب والفنانين الذين يعبرون من خلال أعمالهم عن مرض الفُصام مثل: أنطونين أرتو وصمويل بيكيت وكارل جورج بوشنر وصموئيل بتلر وديفيد هربرت لورانس وهنري ميلر ومارسيل بروست وآرثر رامبو ودانيال بول شريبر وأدولف فولفلي وفاسلاف نغينسكاي وجيرار دي نرفال وتيرنر.
أصبح كتاب معاداة أوديب مادةً خصبة بلنشر وعملًا مشهورًا على نطاق واسع ما أدَّى إلى تحوله لفلسفة معاصرة. ينظر إليه باعتباره نصًا رئيسيًا في معطيات الرغبة الدقيقة إلى جانب كتاب الاقتصاد الشهواني (1974) للمفكر ليوتار. يُنسب الفضل للكتاب أيضًا في تدمير حركة لاكان الفرنسية بسبب انتقادها غير التقليدي للتحليل النفسي والذي يتضمن أفكارًا معارضة لتحليل لاكان.

## ملخص

### تحليل الفصام
يُعتبر تحليل دولوز وغوتاري «للفُصام» تحليلًا اجتماعيًا وسياسيًا يستجيب لمار يرونه ميولًا رجعية للتحليل النفسي. يقترح التحليل أيضًا التقييم الوظيفي للاستثمارات المباشرة للرغبة - سواء كانت ثورية أم رجعية - في مجال اجتماعي أو بيولوجي أو تاريخي أو جغرافي. طوَّر كل من دولوز وغوتاري أربعة أطروحات لتحليل الفُصام:
1. كل استثمار لاشعوري وغير واعي هو استثمار اجتماعي وله مجال اجتماعي تاريخي.
2. تختلف الاستثمارات غير الواعية للجماعة أو الرغبة عن الاستثمارات غير الواعية للفئة أو المصلحة.
3. تعتبر الاستثمارات الشهوانية غير العائلية في المجال الاجتماعي أساسية ضمن إطار الاستثمارات العائلية.
4. تتميز الاستثمارات الشهوانية الاجتماعية في قطبين: قطب مصاب بجنون العظمة ورجعي، وقطب ثوري فصامي.[5]

على النقيض من التصور النفسي، يفترض تحليل الفُصام أن الدافع الجنسي لا يحتاج إلى المنع التام أو التعلية أو السير على طريق التحويل من أجل استثمار العوامل الاقتصادية أو السياسية. يشرح دولوز وغوتاري «الحقيقة هي، أن الحياة الجنسية في كل مكان: الطريقة التي يعمل بها البيروقراطي على تجميل سجلاته والقاضي الذي يدير العدالة ورجل الأعمال الذي يدفع المال إلى التعميم؛ والطريقة التي يضاجع بها البرجوازي البروليتاريا؛ وهكذا. [...] إن الأعلام والأمم والجيوش والمصارف تثير الكثير من الناس. أما من منظور الماركسية الكلاسيكية، فإن الرغبة هي جزء من «القاعدة» الاقتصادية والبنية التحتية للمجتمع، وليست «بنية فوقية» أيديولوجية وذاتية.

تتعايش الاستثمارات اللاشعورية غير الواعية دون أن تتزامن بالضرورة مع الاستثمارات المسبقة عن الوعي والتي تتم وفقًا لاحتياجات أو مصالح أيديولوجية للموضوع (الفردي أو الجماعي) الذي يحدد ذلك.
يمكن أن يكون شكل من أشكال الإنتاج الاجتماعي والإنتاج، مع آلياته الاقتصادية والمالية وتشكيلاته السياسية وما إلى ذلك، مرغوبًا في حد ذاته، كليًا أو جزئيًا، بمعزل عن مصالح الطرف الراغب إليه. لم يكن من خلال التعابير المجزية أن هتلر كان قادرًا على إثارة الفاشيين جنسيًا. ولا أن تكون الصفقة المصرفية أو سوق الأوراق المالية والمطالبة والقسيمة والائتمان، قادرة على إثارة مشاعر الناس الذين ليسوا بالضرورة مصرفيين. وماذا عن آثار المال الذي ينمو الآن، المال الذي ينتج المزيد من المال؟ هناك «مجمعات» اجتماعية اقتصادية تشكل عُقدنفسية حقيقية من اللاوعي، والتي تنقل موجة شهوانية من القمة إلى أسفل تسلسلها الهرمي (المجمع الصناعي العسكري). ذلك أن الأيديولوجية أو أوديب أو الفالوس لا علاقة لهم بهذا، لأنهم يعتمدون عليه بدلًا من أن يكونوا دوافعه.
يسعى تحليل الفُصام إلى إظهار كيف «أن الرغبة في الموضوع يمكن أن تُخلق من القمع – ومن هنا يأتي دور غريزة الموت في الدائرة التي تربط الرغبة بالمجال الاجتماعي. تنتج الرغبة «أكثر أشكال الإنتاج الاجتماعي قمعًا وفتكًا».